# 성 (춘추)
성(郕)은 중국 춘추시대의 제후국이다. 成으로도 표기된다. 영역은 현재의 산둥성 타이안 시 닝양 현이다. 시조는 주의 무왕의 동생인 성숙무(郕叔武)이다.
한때 허나라 장공(許 將公)과 같이 정나라 장공(鄭 將公)의 기분을 거슬리게 해 정나라의 침략을 받아 사직이 위협당했지만 정 장공이 은혜를 베풀어 사직이 없어지지 않고 지속되었다. 그리고 성나라는 정나라 대부 영고숙이 공손알(公孫 軋)때문에 죽은 곳이기도 하다.
기원전 718년 가을, 지난 해에 위로 쳐들어갔던 성은 위의 선공의 보복을 받았다. 기원전 709년, 노의 환공과 기의 무공이 성과 회합을 하였다. 기원전 701년, 송의 장공이 노의 환공과 성에서 회합을 하였다. 기원전 686년에 노의 장공과 제의 양공의 군대의 공격을 받아 제에 항복했다.

## 역대 군주
| 대수 | 시호       | 휘         | 재위 기간 |
| ---- | ---------- | ---------- | --------- |
| 1    |            | 무(武)     | ?~?       |
| 2    |            | 방보(邦父) | ?~?       |
| 3    |            | 손보(孫父) | ?~?       |
| 4    |            | 백(伯)     | ?~?       |
| 5    | 숙공(肅公) | ?          | ?~?       |
| 6    | 간공(簡公) | ?          | ?~?       |
| 7    | 환공(桓公) | ?          | ?~?       |